# RECREATION (曲)
「RECREATION」（リクリエイション）は、2003年2月14日に発売されたSUPERCARの13枚目のシングル。

## 解説
- シングル作品としては前作より約1年ぶりのリリース。初のベストアルバム『16/50 1997〜1999』と同時発売された。
- CD-EXTRA仕様で、SUPERCAR TOUR 2002 "HIGHVISION"から「YUMEGIWA LAST BOY」の映像が収録されている。

## 収録曲
1. RECREATION (4:53)
（作詞：石渡淳治　作曲：中村弘二　編曲：SUPERCAR）
PVの監督は宇川直宏。
2. SORATOBI (4:16)
（作詞：石渡淳治　作曲：中村弘二　編曲：SUPERCAR）
3. Rou (10:33)
（作詞：古川美季　作曲：中村弘二　編曲：SUPERCAR）

## RECREATION REMIX
「RECREATION REMIX mixed by Satoshi Tomiie」（リクリエイション リミックス　ミックスド・バイ・サトシ・トミイエ）は、2003年5月2日に発売されたSUPERCARのリミックスシングル。

### 解説
- シングル「RECREATION」のリミックスバージョン。1曲のみの収録。
- 発売当時、ソニーが推進していた『レーベルゲートCD』での発売となった。その後ソニーがCCCDの生産を廃止、CD-DA盤に差し替えられた。
- プロモーション用に製作された片面12インチのアナログ盤も存在する。

### 収録曲
1. RECREATION REMIX mixed by Satoshi Tomiie (7:34)
  - 作詞：石渡淳治／作曲：中村弘二／編曲：サトシトミイエ
  - 資生堂「ANESSA」CMキャンペーン・ソング